# Литовсько-московська війна (1507—1508)
Литовсько — московська війна 1507—1508 років — військовий конфлікт між Великим князівством Литовським (далі ВКЛ), (до складу якого входили руські князівства та Київ) і Московією.

## Причини
Причиною конфлікту було невдоволення правлячих кіл Литовської і Московської держав результатами попередньої війни. Приводом став конфлікт між литовською владою й князем М.Глинським, який для боротьби за поновлення своїх посад, відібраних у нього новим королем польським і великим князем литовським Сигізмундом I, запросив на допомогу московські війська.

## Війна
Наприкінці 1507 р. московські полки здійснили невдалу спробу захопити Кричев і Мстиславль. У січні 1508 князь М.Глинський зайняв Мозир і Бобруйськ, однак під Слуцьком зазнав невдачі. Не отримавши вчасно додаткової допомоги від великого князя московського Василія III Івановича, князь М.Глинський відступив до Московії. У травні—липні 1508 р. три московські армії здійснили похід до внутрішніх районів Великого князівства Литовського, загрожуючи навіть Вільно (нині м. Вільнюс).
Облоги Мінська і Орші закінчилися невдачею. Під натиском литовських військ, московські воєводи відступили до своїх кордонів. У серпні литовці здійснили похід на Сіверщину, а також захопили міста Білий, Торопець і Дорогобуж, однак утримати їх не змогли.

## Результат
Після цього воєнні дії припинилися. 8 жовтня 1508 в Москві було підписано «Вічний мир». Згідно з його умовами, Москва повертала Литві шість волостей, що були в останньої відібрані, і відпускала полонених, захоплених у цій та попередній війнах. Литва, у свою чергу, визнавала завоювання покійного князя московського Івана III Васильовича. Крім того, було домовлено, що ні Вільно, ні Москва не будуть вступати у військові союзи з Кримським ханатом.
Угода була ратифікована королем польським і великим князем литовським Сигізмундом I у Вільно в січні 1509 року. Видати Литві князя М.Глинського і його спільників Василій III Іванович відмовився.